# Dicranomyia (Dicranomyia) cinerascens
Dicranomyia (Dicranomyia) cinerascens is een tweevleugelige uit de familie steltmuggen (Limoniidae). De soort komt voor in het Oriëntaals gebied.